# 平原城 (犹他州)
平原城（英文：Plain City），是美国犹他州韦伯县下属的一座城市。建市于 1859年，面积大约为11.95平方英里（31平方公里），海拔约为4,242英尺（1,293米）。根据2010年美国人口普查，该市有人口5,476人。